# Sawa (Babyneć)
Sawa, imię świeckie Ołeksandr Babyneć (ur. 27 marca 1926 w Podwynohradowie, zm. 15 maja 1992 w Charkowie) – ukraiński biskup prawosławny. 

## Życiorys
Pochodził z rodziny chłopskiej. Ukończył sześć klas szkoły podstawowej w rodzinnej wsi, następnie czteroletnią szkołę w Wynohradowie. W 1942 został posłusznikiem w skicie św. Jana Chrzciciela, następnie zaś w monasterze św. Mikołaja w Izie. 17 listopada 1947 złożył wieczyste śluby mnisze przed archimandrytą Mateuszem (Wakarowem). 29 listopada 1948 arcybiskup lwowski i tarnopolski Makary wyświęcił go na hierodiakona. W 1950 przyjął święcenia kapłańskie z rąk biskupa mukaczewskiego i użhorodzkiego Hilariona. Pracował w różnych parafiach na Zakarpaciu. W 1957 ukończył moskiewskie seminarium duchowne. Od 1968 był ihumenem, proboszczem parafii Zaśnięcia Matki Bożej w Wynohradowie oraz dziekanem dekanatu wynohradowskiego. 
20 marca 1969 Święty Synod Rosyjskiego Kościoła Prawosławnego wyznaczył go na biskupa perejasławsko-chmielnickiego, wikariusza eparchii kijowskiej. Trzy dni później otrzymał godność archimandryty. Chirotonia biskupia miała miejsce w soborze św. Włodzimierza w Kijowie, z udziałem konsekratorów: metropolity leningradzkiego i nowogrodzkiego Nikodema, metropolity kijowskiego i halickiego Filareta, arcybiskupów mukaczewskiego i użhorodzkiego Grzegorza, wołyńskiego Damiana oraz biskupa czernihowskiego i nieżyńskiego Włodzimierza. Od 1972 był biskupem czerniowieckim i bukowińskim, zaś w 1977 – biskupem mukaczewskim i użhorodzkim. W 1985 przeniesiony ponownie na katedrę połtawską, zaś w 1990 podniesiony do godności arcybiskupiej. 
Duchowny uważany był za hierarchię niezaangażowanego politycznie, stanowiącego przykład postępowania zgodnie z zasadami wiary. Z kolei w 1984 grupa duchownych eparchii mukaczewskiej i użhorodzkiej złożyła na niego skargę, twierdząc, iż przyczyniał się on do niskiego poziomu moralnego kapłanów eparchii.